# Patricia Guijarro
Patricia "Patri" Guijarro Gutiérrez, född den 17 maj 1998, är en spansk fotbollsspelare.

## Karriär
Patricia Guijarro inledde sin seniorkarriär i UD Collerense innan hon 2015 kontrakterades av FC Barcelona. Hon har även representerat den spanska damlandslaget där hon debuterade år 2017.